# 国鉄28400系客車
国鉄28400系客車（こくてつ28400けいきゃくしゃ）は、日本国有鉄道の前身である鉄道省が1921年から1927年にかけて特別急行列車を筆頭とする優等列車や宮廷列車などでの使用を目的として製造した20m級木造3軸ボギー式客車形式群である。
なお、この名称は国鉄が定めた正式の系列呼称ではなく、1925年より製造されたスハ29300形（のちのスハ28400形）と同様の寸法・構造の客車を総称する、趣味的・便宜的な呼称である。

## 概要
一般に大形木造客車として知られる一連の鉄道省制式17m級木造客車群（ナハ22000形など）の設計を基本として、車体長を20m級に拡大し、台車を3軸ボギー式に変更したものである。それゆえ、鉄道省内ではナハ22000形などの2軸ボギー式客車との区分上、大形3AB車と呼ばれた。
主として一二等特別急行第1・2列車（以下、1・2列車と略記、1929年に富士と命名）の輸送力増強とサービス改善を目的として、それらで従来使用されていた9000番台の形式称号を持つ新橋工場製3軸ボギー式客車群を置き換えるべく、一等展望車・一等寝台車・二等寝台車・一等座席車・二等座席車・食堂車・荷物車の各車種が鉄道省大井・大宮の両直営工場と日本車輌製造（日車）東京支店で製造され、更にそれらとは別に三等特別急行第3・4列車（以下、3・4列車と略記）専用三等座席車が汽車製造会社（汽車）東京支店と日車東京支店で製造された。
いずれも優等列車での使用を前提に設計されており、その車種構成や客室設備は以後の国鉄優等客車の基本を確立するものとして長く受け継がれた。
しかしながら、1926年9月23日に山陽本線で発生した1列車の脱線事故の調査が実施された際に、脱線事故などが発生した場合の木造車の脆弱性および危険性が強く問題視されたため、本系列は早期にオハ31系やスハ32系などの鋼製客車に置き換えられており、本来の製造目的であった特別急行第1 - 4列車での使用は極めて短期に終わった。
以後はスイテ37050形への鋼製化改造工事を受けたオイテ27000形2両を除き、各形式とも概ね1935年頃までに格下げ改造工事が順次施工され、他の木造客車と同様2線級扱いとなって戦後の60系への鋼体化改造工事実施まで地味な運用に充てられた。
なお、本系列と同時代に大井工場で製造された10・11・12号御料車も基本設計は本系列のそれに準じており、広義には本系列に含まれる。

## 車体
22000系の基本設計に準じ、それらと同等で二重屋根構造の大型車体断面を備える。
ただし、車体長などについては特急用としての先代に当たる、帝国鉄道庁成立後に製造が開始された新橋工場製3軸ボギー式客車群 の寸法をほぼ踏襲しており、20m級となっている。台枠は22000形などのUF12・13を単純に20m級にストレッチし台車の心皿位置を3軸ボギー式台車用に修正したUF42・43 である。
側窓の寸法は展望車の展望室用などの一部の例外を除き、当時標準の660mm（高さ）x610mm（幅）が踏襲されたため、後年のスハ32系などと比較した場合、実際の車体長以上に長く見える外観であった。

## 主要機器
全形式共に大正6年基本型あるいはTR71と称する、八幡製鉄所製の球山形鋼を側枠に使用する釣り合い梁式の3軸ボギー式台車を装着する。車軸はいずれも基本10t長軸で、各車軸間の軸距は1,753mm（5フィート9インチ）となっていて基本的な設計は同一である。
ブレーキは真空ブレーキやウェスティングハウス・エアブレーキ社製P弁による自動空気ブレーキを使用していたが、これは後年、オハ31系量産中に開発されたA動作弁によるAVブレーキ装置に交換されている。
なお、本系列は1925年の連結器切り替えの直前に製造されたため、1923年頃から1・2列車などの中間に連結される客車については新造時より自動連結器装備となっていた。

## 形式

### 三等車
スハ29300形 → スハ28400形
3・4列車専用三等車としてスハ29300 - 29319の20両が1925年に汽車東京支店および日車東京支店で製造された。
三等車ではあったが、特急専用設計として編成が終点で方向転換されることを前提に座席が2列一方向固定式のクロスシートとされ、これは以後のスハ33900形→スハ32550形（スハ33形）を経て戦後のスハ44形に至る一連の特急専用三等客車群の設計の基本となった。1937年頃に2両がスハニ28900形に、5両がスハユニ28820形に、残りの12両がスヘ28400形に改造され形式消滅した。
なお、1927年の称号改正では事故廃車で欠番となったスハ29309を除く19両がスハ28400形28400 - 28418に改称されている。
スハフ29500形 → スハフ28800形
スハ29300形に対応する三等緩急車として、これらと同様、1925年にスハフ29500 - 29511の12両が汽車東京支店と日車東京支店で製造された。1937年から1938年にかけて8両がスハニ28900形に、残りの4両がスヘフ28800形に改造されて形式消滅した。
座席などの諸設備はスハ29300形に準じるが、こちらは1928年10月の称号改正時には無事12両全車が改称されてスハフ28800形スハフ28800 - 28811となっている。

### 二等車
スロ29000形 → スロ27900形
1・2列車用二等座席車として1923年にスロ29000 - 29009の10両が日車東京支店で製造された。
座席は転換式腰掛を採用し、側窓配置はd122232221d（d：デッキ）となっていた。定員60名で、特急用のため化粧室2箇所と給仕室を装備する。1928年の称号改正時にはスロ27900形に改称されている。
スロ30750形（後のスロ34形）の運用開始で特急列車の運用から外され、1933年から1934年にかけて全車マニ29500形に改造されて形式消滅した。

### 一等車
オイ28800形 → オイ27800形
1・2列車用一等座席車として1927年にオイ28800 - 28805の6両が大井工場で製造された。
座席は片側2人掛、片側1人掛のボックスシートで、折り畳み式の机が付いていた。台枠は魚腹台枠のUF13を採用。1928年の称号改正時にはオイ27800形に改称されている。
特急列車の運用から外れた後はスイフ27830形と共に神戸港ボート・トレインに充当されていたが、後に5両がオハ28100形に改造された。
オイフ28850形 → スイフ27830形
1・2列車用一等座席緩急車として1927年にオイフ28850 - 28853の4両が大井工場で製造された。
座席などの諸設備はオイ28800形に準じ、1928年の称号改正時にスイフ27830形に改称されている。
特急列車の運用から外れた後はオイ27800形と共に神戸港ボート・トレインに充当されていたが、後に全車オハフ28300形に改造され形式消滅した。

### 一等展望車
オテン28070形 → オイテ27000形
陳腐化が目立ち始めたステン9020・9025形の代替用として、1923年にオテン28070 - 28074が鉄道省大井工場で製造された。
前年に同じく大井工場で製造された国賓用展望車である10号御料車が本系列の基本設計に準じて設計されていたためもあって、その各部設計を引き継ぎつつ簡素化してあり、また約1.2m幅の広窓が4枚並ぶ展望室を備えるなど車体の後部約1/3については10号御料車と同様のレイアウトとされたが、使用目的の相違から通常の1等客室を開放室とする必要があり、中央の通路を挟んで5脚ずつ回転椅子が配され、それに続いて左右各1列のゆったりとした対面式固定クロスシートが各2組で計8人分配されており、片廊下式で随行員室が並んでいた10号御料車とは側窓の配置が大きく異なっている。
竣工後、1930年3月のスイテ37000 - 37002完成 に伴う置き換え開始までおよそ7年に渡って1・2列車 の看板車両として東京 - 神戸間に連結されたほか、1927年8月1日からは「シベリア経由欧亜旅客及手荷物連絡運輸規則及同取扱細則」の施行 に伴い欧亜連絡旅客の利便を図るべく展望車の連結範囲が拡大され、各等急行第7・8列車（以下、7・8列車と略記）の京都 - 下関間の最後尾に連結されて運用 されるようになった。
1928年には称号改正に伴いオイテ27000形に改番された。
1930年12月のスイテ37010形竣工後はオイテ27001 - 27004が特急運用の任を解かれて京都へ転属となり、急行第7・8列車の京都 - 下関間のみで単独運用として連結 されることとなった。
なお、この際に転出せずに東京に残されたオイテ27000はその後も予備車とされたが、1935年に大井工場で荷物車のマニ29511へ大改造 されている。
7・8列車専用となったオイテ27001 - 27004は客車の鋼製化が進んだ後も長く両列車の編成最後尾で異彩を放っていたが、新設の特別急行「鴎」用一等展望車が必要となったことから、1939年に予備車となっていたスイテ37000形2両を7・8列車に転用の上で捻出されたオイテ27001・27003の2両が鋼体化改造工事を実施されてスイテ37050形となった。さらに、残された27002・27004の2両も鉄道省吹田工機部で通勤形客車であるオハ28000・28001への大改造が実施され、1943年をもって形式消滅となった。

### 一等寝台車

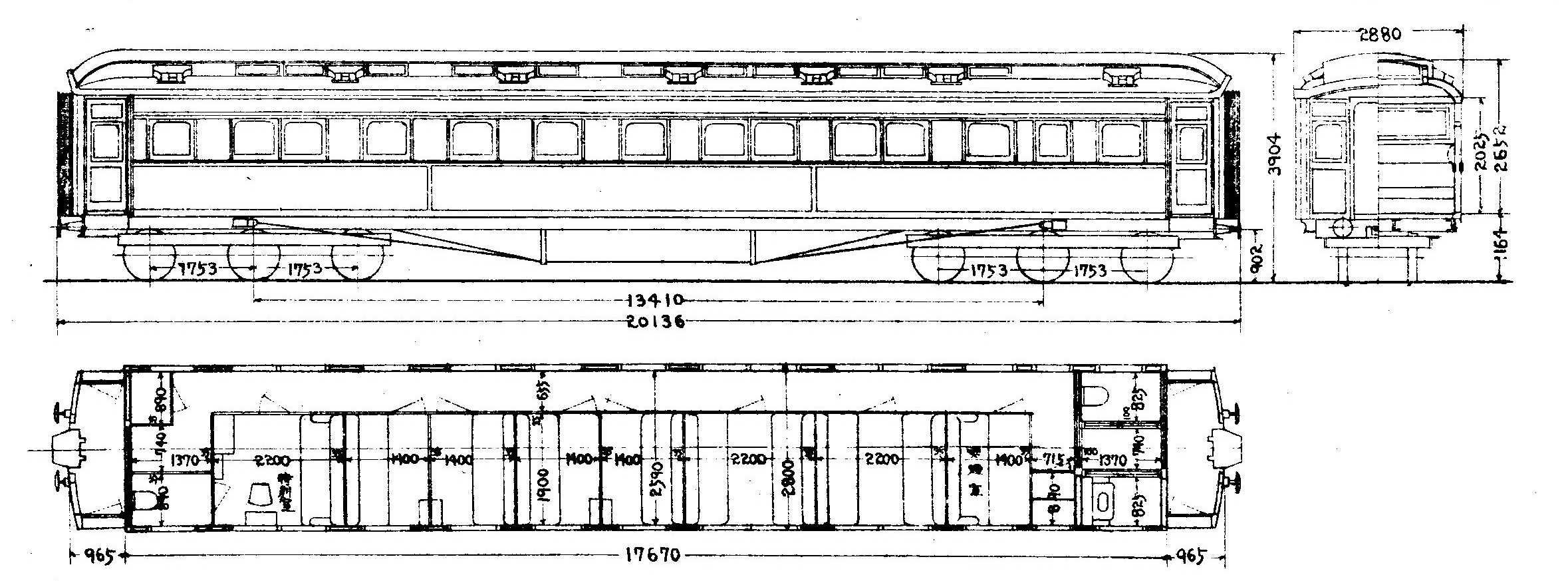
スイネ28110の形式図

スイネ28100形 → スイネ27100形
1・2列車用一等寝台車として1921年に大井工場で28100 - 28109の10両が製造された。
特別室を装備せず、区分室を7室（2人用4室、4人用3室）を装備しており、定員は20名。1927年に後半の5両に車掌室が追加設置されてスイネフ28260形となったため、1928年の称号改正時には残る5両がスイネ27100形スイネ27100 - 27104に改称されている。
全車鋼製客車化に伴い1930年夏までには富士の運用から離脱。1931年から1932年にかけて全車マユニ29000形へ改造されて形式消滅した。
スイネ28110形 → 供奉車700号
イギリス皇太子 の来日予定に合わせてスイネ28100形を基本として1920年より設計され、1922年4月の同皇太子来日に合わせて同月17日に10号（展望車）・11号（食堂車）御料車と共に大井工場で完成した供奉車である。
スイネ28100形の基本設計が流用されたためか同形式の区分番号が与えられ、スイネ28110と付番されたが、その車体設計や工作は大形の一枚板を3枚継いだ腰板を用い、深紅色の漆で仕上げた外観と木地塗りの内装など、同時製作の御料車2両に準じるものとされた。
車内は側廊下式を基本とし、順に物置・特別室用便所・特別室・区分室6室（2人用4室、4人用2室の順）・喫煙室・便所と洗面所が配されており、このため側窓配置は寝台側がd12111122111d、廊下側がd11122111111d（d：デッキ）となっていた。
本車は完成後、予定通り4月19日より27日にかけて日光・箱根・京都を訪問した英国皇太子の御乗用列車に10・11号御料車と共に供され、その後もスウェーデン皇太子夫妻の御乗用列車に供されて夜間の行程でその設備を有効に活用されている。
1928年5月17日の車両称号規定の制定と前後して、宮廷列車用の本車は供奉車としての番号が新たに割り振られて700号と改番されたが、1929年には再び一般車としての形式が与えられ、スイネ27100形（旧スイネ28100形）の続番となるスイネ27105と付番された。
もっとも、同年には後継となる20m級鋼製特別室付き一等寝台車が新造されたことなどからその役割を終え、その後もしばらくそのまま予備車として維持されていたものの、結局荷物車への改造が実施されてマニ29529となった。
スイネ28120形 → スイネ27150形
1・2列車用一等寝台車として1923年に大井工場で28120 - 28124の5両が製造された。
政府高官や皇族などの特別客への対応 として一端に専用便所付きの特別室を設けた。これにより区分室は6室（2人用4室、4人用2室）とし、スイネ28110と同様の車内配置とされていた。1928年の称号改正時にはスイネ27150形に改称されている。
マイネ37130形（後のマイネ38形）の運用開始で富士の運用から外され、1931年に3両がマニ29500形に改造。27153、27154の2両は一等寝台車のまま残されたが、前者は1937年12月に、後者は1938年1月にそれぞれマニ29500形に改造され形式消滅となった。
スイネフ28250形 → スイネフ27230形
1925年に大井工場でスイネフ28250 - 28254の5両が製造された。
車内設備はスイネ28120型に準じ、1928年の称号改正時にはスイネフ27230形に改称されている。
全車鋼製客車化に伴い1930年夏までには富士の運用から離脱。1933年に4両がマニ29500に改造され、残った27230も1938年にマニ29500形へ改造されて形式消滅した。

### 二等寝台車
スロネ28500形 → スロネ27300形
1・2列車用二等寝台車として当初はスロネ28500 - 28507の8両が1921年に大宮工場で製造され、続いて翌1922年にスロネ28508 - 28512の5両が大宮工場で、1923年にスロネ28513・28514の2両が大井工場でそれぞれ製造された。
上下2段で2人ずつの寝台を2組で1室とするツーリスト形の区分室を7室備えていた。
1926年の山陽本線脱線事故ではスロネ28500・28501・28503の3両が脱線大破して喪われ、1928年の称号改正時には欠番を詰めてスロネ27300形スロネ27300 - 27311に改称されている。
マロネ48500形（後のマロネ37形）の運用開始で特急列車の運用から外され、1932年から1933年にかけて5両がスハニ28850形に、3両がマニ29500形に、残りがマニ29550形へ改造されて形式消滅した。

### 食堂車
オシ28670形 → オシ27700形
1・2列車用食堂車として1923年に大宮工場でオシ28670 - 28674の5両が製造された。
基本となったのは大井工場が同年に完成した11号御料車であり、大窓の採用は見送られたが、その車内レイアウトは以後の鋼製食堂車を経て戦後のナシ20型やオシ24形、あるいは583系寝台特急電車まで、途中拡幅による食堂座席の1列増やテーブル数の多少の増減はあったものの、それ以外はほぼそのままで踏襲され続けることとなった。1928年の称号改正時にはオシ27700形に改称されている。
スシ48670形（後のスシ37型）の運用開始および全車鋼製客車化に伴い1930年夏までには富士の運用から離脱。以降大阪 - 青森間の急行501・502列車に連結されて運用されるなどしたが、オシ27700 - 27702の3両は1936年にマニ29526 - 29528へ改造され、残るオシ27703・27704も1943年に通勤形客車のオハ27050・27051に改造されて形式消滅となった。
オシ28670形 → オシ27730形
オシ28670形の増備車として1927年にオシ28675 - 28678の4両が製造された。
基本的なレイアウトには変更はないが、台枠が新設計の強固な魚腹式台枠に変更されており、このため1928年の称号改正ではオシ27730形と別形式が与えられている。
1939年2月に全車華中鉄道に現物供出するために中国大陸に送られ、終戦後に日本へ戻ってくることはなかった。

### 荷物車
マニ29930形 → マニ29500形
1924年に大宮工場でマニ29930 - 29934の5両が製造された荷物車。台枠は関東大震災で焼失した鉄道院基本形客車の3軸ボギー車のものを流用しているため車幅が他の車両より狭いのが特徴だった。1928年の称号改正でマニ29500形に改称された。最後に残ったマニ29504が1955年9月に廃車され形式消滅となった。

### 改造車

#### 三等車
オハ27050形
1943年に不要となった食堂車のオシ27703 - 27705を改造した通勤形客車である。
車内の厨房施設と水槽を全て撤去し、車体中央に客用扉を増設の上でつり革と板張りのロングシートを設置した。1953年の称号改正時にはオハ28050形へ改称されている。
オハ28000形
1942年のダイヤ改正で不要となったオイテ27002・27004の2両を1943年に鉄道省吹田工機部で改造した通勤形客車である。
改造に当たっては極力種車の部品が再利用されており、展望デッキを通常のデッキ に変更し、展望室の4枚の広窓を残したままその直後の一等室（回転座席部分）に1,100mm幅の中央扉を設置、更に車内の各種設備を全て撤去して中央扉を挟んで前後に長さ5,515mmおよび6,915mmと文字通りのロングシートが設置 された。
なお、屋根上の明かり取り窓と通風機の位置は展望車時代と同一で、旧展望室の広窓と共に種車の面影を留めていた。1953年に2両揃って廃車され形式消滅した。
オハ28100形
オイ27800形5両を改造した通勤形客車である。車体中央への客用扉追加設置、車内の板張りロングシート化とつり革設置などは他の本系列通勤客車と同様であった。
オハフ28300形
スイフ27830形を改造した通勤形客車である。改造内容はオハ28100形に準じる。1956年秋までに全車廃車され形式消滅した。

#### 一等寝台車
スイネフ28260形 → スイネフ27200形
1927年にスイネ28100形の後半5両、28105 - 28109に車掌室を追加設置した一等寝台緩急車である。
当時1・2列車には一等寝台車2両が連結されており、その後ろに一等展望車を連結して運転されていた。しかし、1927年より山陽本線内を夜間に通過する関係から一等展望車の連結区間が東京 - 神戸間に変更されたため、神戸 - 下関間で同列車の最後尾となるための一等寝台緩急車が必要になったことによる改造だった。1928年の称号改正時にはスイネフ27200形に改称されている。
富士の全車鋼製客車化とそれに伴う客車運用の見直し、マイネフ37230形（後のマイネフ38形）の運用開始により特急列車の運用から外され、1931年から1932年にかけて全車マユニ29000形へ改造されて形式消滅した。

#### 三等荷物車
スハニ28850形
マロネ48500形の富士への連結により余剰となったスロネ27300形の内、スロネ27305 - 27309の5両を1932年から1933年にかけて改造した三等荷物合造車である。
スハニ28900形
3・4列車へのスハ33900形とスハフ35250形の投入で余剰となったスハフ28800形8両とスハ28400形2両を1937年から1938年にかけて改造した三等荷物合造車である。戦後まで一方向固定式クロスシートが取り付けられたままであったことが実車写真で確認されている。2両がスエ29900形に改造された。
なお、スハ28400形より改造のスハニ28908・28909の2両は座席方向が他の8両と反対となっている。

#### 三等郵便荷物車
スハユニ28820形
3・4列車へのスハ33900形の投入で余剰となったスハ28400形5両を1937年に改造した三等郵便荷物合造車である。こちらもオリジナルの座席が維持されたまま改造されている。

#### 郵便荷物車
マユニ29000形

#### 荷物車
マニ29500形
- マニ29505 - 29507・29531・29532
  - スイネ27150形を改造したもので、29505 - 29507は1931年にスイネ27150 - 27152を、29531・29532は1937年から1938年にかけてスイネ27153・27154をそれぞれ改造して誕生した。2両がスエ29900形に改造され、最後に残った29507が1955年12月に60系客車の種車となる17m車両の台枠を20mに延長するための部材として台枠を供出、廃車されて消滅した。

- マニ29508 - 29510
  - 1932年から1933年にかけてスロネ27300形スロネ27304・27310・27311を改造したもの。

- マニ29511
  - 1935年に大井工場でオイテ27000を改造したもの。終戦後の1955年12月に60系客車の種車となる17m車両の台枠を20mに延長するための部材として台枠を供出、廃車された。

- マニ29526 - 29528
  - 1934年にオシ27700 - 27702を改造したもの。最後に残った29526が1955年12月に60系客車の種車となる17m車両の台枠を20mに延長するための部材として台枠を供出、廃車されて消滅した。

- マニ29529
  - 1932年に大井工場でスイネ27105（元スイネ28110）を改造したもの。改造に際しては一端の便所と洗面所がそのまま残され、側面に1,800mm幅の両開き荷扱い扉が2カ所設けられたものの、種車の特徴であった大形の1枚板による腰板も極力切断せずに生かされた。荷物車でありながら供奉車時代に通ずる優美な姿を保ったまま国鉄木造客車の終焉となる1950年代後半まで品川客車区配置で使用され続け、鋼体化や事業用車への改造も行われることもなく、1957年4月に大宮工場で廃車解体となった。

マニ29550形
1932年から1933年にかけて、マニ29500形およびスハニ28850形に改造されなかったスロネ27300形スロネ27300 - 27303を改造したもの。マニ29500形への改造車とは違い、便所を残しているのが特徴だった。

#### 病客車
スヘ28400形
1937年の日華事変勃発で傷病兵輸送用客車が必要とされ、同年12月にスハ28400形の内、スハニ28900形とスハユニ28820形に改造されなかった12両を急遽改造した病客車である。本来の一方向固定式クロスシートを全て撤去して通路を片側に寄せ、残りを畳敷きとした。
スヘフ28800形
スヘ28400形と同様、スハニ28900形へ改造されていなかったスハフ28800形の内4両を改造した病客車である。改造内容はスヘ28400形に準じる。

#### 配給車
スヤ28960形 → スル29500形

#### 救援車
スヤ28950形 → スエ29900形